# Stor-Lossmentjärnen
Stor-Lossmentjärnen är en sjö i Skellefteå kommun i Västerbotten och ingår i Sävaråns huvudavrinningsområde. Sjön har en area på 0,175 kvadratkilometer och ligger 274,1 meter över havet. Stor-Lossmentjärnen ligger i Sävarån Natura 2000-område.

## Delavrinningsområde
Stor-Lossmentjärnen ingår i det delavrinningsområde (717695-168202) som SMHI kallar för Inloppet i Lill-Lossmentjärnen. Medelhöjden är 312 meter över havet och ytan är 4,48 kvadratkilometer. Det finns inga avrinningsområden uppströms utan avrinningsområdet är högsta punkten. Vattendraget som avvattnar avrinningsområdet har biflödesordning 2, vilket innebär att vattnet flödar genom totalt 2 vattendrag innan det når havet efter 126 kilometer. Avrinningsområdet består mestadels av skog (89 procent). Avrinningsområdet har 0,25 kvadratkilometer vattenytor vilket ger det en sjöprocent på 5,6 procent.